# スティーヴン・トマス・アールワイン
スティーヴン・トマス・"トム"・アールワイン（Stephen Thomas "Tom" Erlewine、1973年6月18日 - ）は、アメリカ合衆国の音楽評論家、オールミュージック (AllMusic) のシニア・エディター。ミシガン州アナーバー生まれ。
オールミュージックでは多数のアーティスト・バイオグラフィを執筆する一方、フリーランス・ライターとしてライナーノーツを手がけることもある。アールワインは、アナーバーを拠点とするバンド Who Dat ? のフロントマンでギタリストでもある。
アールワインは、元ミュージシャンでオールミュージックの創設者であるマイケル・アールワイン (Michael Erlewine) の甥である。ミシガン大学で英語を専攻し、大学新聞『The Michigan Daily』で音楽欄編集者（1993年 - 1994年）、芸術欄編集者（1994年 - 1995年）を務めた。また、『All Music Guide to Rock: The Definitive Guide to Rock, Pop, and Soul』や『All Music Guide to Hip-Hop: The Definitive Guide to Rap & Hip-Hop』をはじめ、多数の書籍に寄稿している。